# Bohuslav Šulek
Bohuslav Šulek (chorvatsky Bogoslav Šulek; 22. dubna 1816 Sobotište – 30. listopadu 1895 Záhřeb) byl slovenský přírodovědec, jazykovědec a publicista.
Studoval na lyceu v Bratislavě a byl spoluzakladatelem Společnosti československé. V roce 1838 odešel do Chorvatska, kde se aktivně podílel na vývoji kulturního a politického života. V Chorvatsku působil až do smrti.

## Fotogalerie

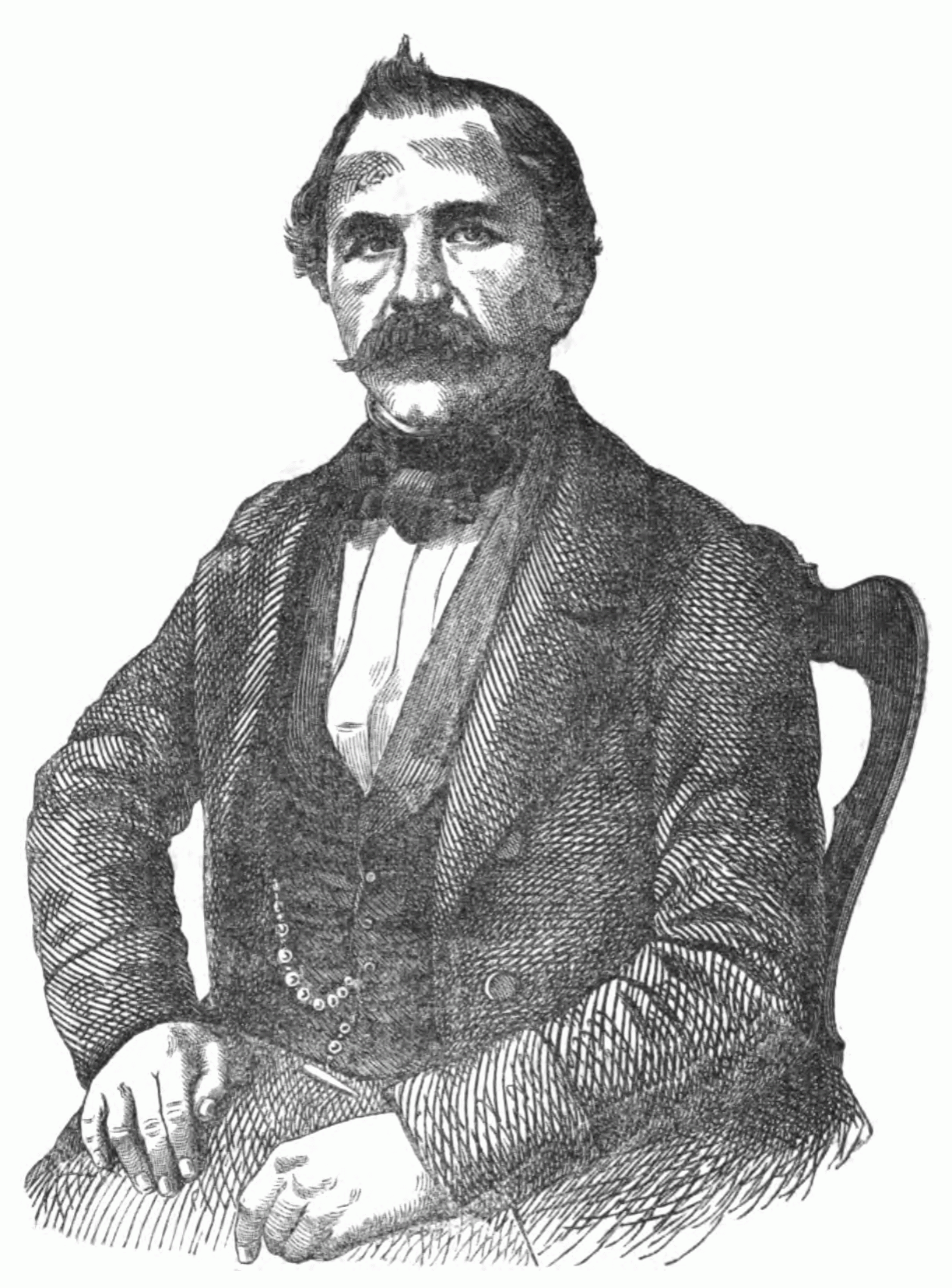
Bogoslav Šulek (1861)
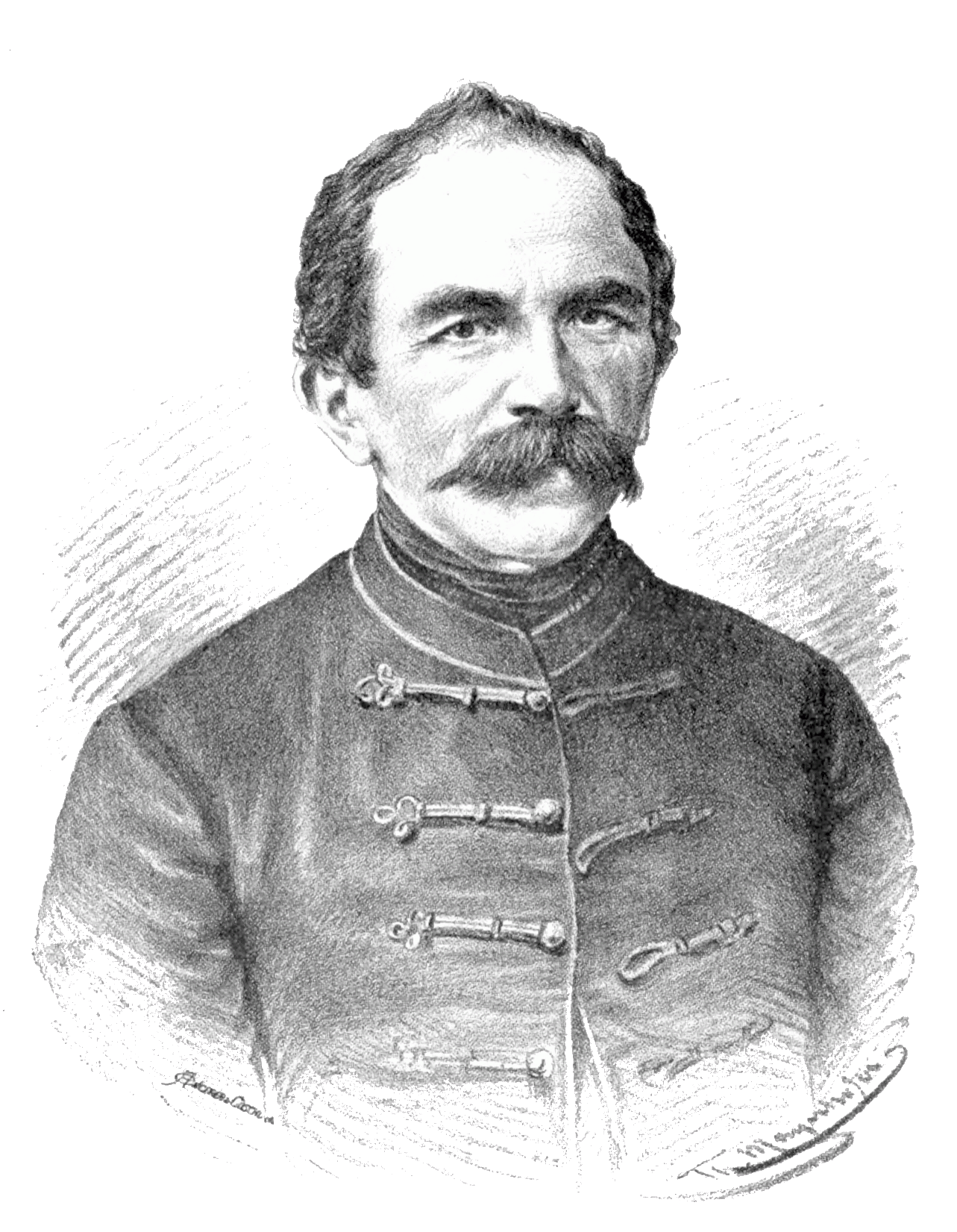
Dr. Bogoslav Šulek (1884)
- Šulek, Bogoslav, "Hrvatski ustav ili Konstitucija godine." (1882)